# Francesco De Gregori (1974)
Francesco De Gregori è il terzo album in studio del cantautore italiano omonimo, pubblicato nel 1974 dalla RCA Italiana.

## Descrizione
L'album, contenente undici canzoni scritte interamente da Francesco De Gregori, è conosciuto in genere come "Album della pecora", o, semplicemente, "La pecora", a causa dell'immagine di copertina, disegnata da Gordon Faggetter (ex-batterista dei Cyan Three).
È generalmente considerato, per quel che riguarda i testi, l'album più ermetico di Francesco De Gregori; il cantautore ha dichiarato nel 1976 di considerare questo il suo disco peggiore: «Dopo aver firmato il contratto con la RCA, siamo nel '74, feci il disco con la Pecora, che secondo me è il disco più brutto che ho fatto», rivedendo però successivamente il suo giudizio:«Ho riascoltato qua e là canzoni che veramente non sentivo da anni nelle versioni  originali...  Risentito oggi, "Alice" mi sembra l'ultimo capitolo di una creatività ancora ingenua, quasi adolescenziale, mentre "La  Pecora", nella sua disadorna confezione sonora, con tutta l'approssimazione tecnica, pieno com’è di imperfezioni, è parente stretto delle cose che ho fatto in seguito. Anche  di quelle più recenti. "Alice" guardava al passato, mentre "La Pecora" apre una finestra su quello che sarebbe stato il mio futuro di autore»
La copertina del disco era inizialmente apribile, con all'interno una foto in bianco e nero, sviluppata in verticale, di De Gregori ritratto di profilo. Nelle successive edizioni del disco, la copertina non sarà più apribile, e la foto dell'artista non figurerà più nemmeno sulle ristampe in CD del titolo.
La “cartella-stampa” allegata al disco e destinata ai giornalisti, conteneva una scheda biografica, compilata dalla RCA in uno stile che non piacque assolutamente a De Gregori, che dichiarò “Loro fecero questa cosa che cominciava con “Francesco De Gregori, nato circa 23anni fa sotto il segno dell'Ariete possiede le caratteristiche essenziali…”. Allora mi incazzai e come mia presentazione scrissi una mia traduzione di “Paperback Writer”. Ovvero “Vorrei essere uno scrittore di libri tascabili da leggere in treno. La musica è un alibi per diffondere quello che scrivo…”.

Nella prima stampa dell'album è presente un refuso, poi corretto nelle edizioni successive, dove, nel titolo del brano Cercando un altro Egitto compariva scritto "un'altro". 

L'errore nella prima stampa

La correzione

Nelle prime copie stampate è inoltre presente la versione originale di Niente da capire in cui De Gregori canta "Però Giovanna è stata la migliore, faceva dei giochetti da impazzire", ritenuta offensiva e subito modificata in "ma è un ricordo che vale dieci lire", ripetendo la prima strofa.
Da notare la partecipazione del gruppo vocale fondato da Edoardo De Angelis, la Schola Cantorum, che nella canzone Niente da capire esegue dei vocalizzi di sottofondo, pur non risultando tra i crediti di copertina.
Nel corso delle registrazioni del disco, De Gregori incide altre tre canzoni che non verranno però inserite: Le storie di ieri (inserita l'anno dopo in Rimmel, quando già era stata pubblicata nella versione di Fabrizio De André), Mercato dei fiori e Preso un treno: queste ultime due verranno incise di lì a poco da Patty Pravo.
Per la promozione del disco De Gregori apparve durante la trasmissione televisiva del primo canale Adesso musica! (che andava in onda tutti i venerdì sera), presentata da Nino Fuscagni e Vanna Brosio: in quest'occasione cantò dal vivo, accompagnandosi con la chitarra acustica, Bene e Niente da capire, cioè i due brani pubblicati sul 45 giri Niente da capire/Bene. 

## I brani
Niente da capire fu scritta come risposta a coloro che tacciavano Francesco De Gregori di eccessivo ermetismo; i versi iniziali, Le stelle sono tante, milioni di milioni, sono una citazione dello slogan pubblicitario creato da Pier Emilio Bassi per i Salami Negroni.
Informazioni di Vincent fa riferimento al brano Vincent del cantautore statunitense Don McLean, che De Gregori aveva tradotto con il titolo Come un anno fa (pubblicata sul 45 giri "Come un anno fa/Maggy Mai" (Little Records LR2025))  e fatta incidere dalla casa editrice a Little Tony contro la volontà di De Gregori che per protesta fece scrivere nei credits il nome De Gregorio.
Dolce amore del Bahia è stato definito da Claudio Fabretti un brano "farneticante", in cui De Gregori  seppellisce ogni residuo di saggezza e razionalità (la formica) sotto il peso della rabbia e di un addio troppo amaro da digerire.

## Tracce
Lato A
Testi e musiche di Francesco De Gregori.
1. Niente da capire – 3:09
2. Cercando un altro Egitto – 3:47
3. Dolce amore del Bahia – 3:41
4. Informazioni di Vincent – 3:30
5. Giorno di pioggia – 3:30

Lato B
Testi e musiche di Francesco De Gregori.
1. Bene – 4:21
2. Chissà dove sei – 1:37
3. A lupo – 3:28
4. Arlecchino – 2:18
5. Finestre di dolore – 5:00
6. Souvenir – 2:01

## Formazione
- Francesco De Gregori – voce, chitarra, tastiera
- Renzo Zenobi – tastiera
- Olimpio Petrossi – basso, chitarra
- Antonello Venditti – tastiera
- Tony Esposito – percussioni
- Italo Greco – tastiera
- Edoardo De Angelis – tastiera
- Schola Cantorum (non accreditati) – cori in Niente da capire

## Crediti
- Produzione Delta Italiana e realizzazione artistica a cura di Edoardo De Angelis.
- Tecnici della registrazione: Giorgio Lovisheck e Paolo Venditti.
- Tecnico del missaggio: Sergio Patucchi.
- Disegno della copertina di Gordon Fagetter.

## Ristampe
Francesco De Gregori
- Anno di pubblicazione in origine: 1974.
- Anno di pubblicazione: 1989.
- Etichetta discografica: RCA / BMG Ariola
- N. di catalogo: PD 74045.
- Formato: CD (Normal 12 cm Compact Disc).

Note:
- L'album viene stampato per la prima volta in formato CD nel 1989 nella confezione in "slimcase" (custodia in plastica trasparente).
- Caratteristiche tecniche: cambia il numero di catalogo della Casa Discografica mentre l'anno di pubblicazione resta quello originale con l'aggiunta dell'anno di pubblicazione su CD.
- Caratteristiche grafiche: cambiano alcuni piccoli particolari della grafica di copertina principale, mentre il retrocopertina graficamente è diverso dal formato LP: spariscono tutti i dati essenziali per lasciar posto ai soli titoli delle canzoni.

Francesco De Gregori
- Anno di pubblicazione in origine: 1974.
- Anno di pubblicazione: 2000.
- Etichetta discografica: RCA / BMG Ariola
- N. di catalogo: 74321 858692.
- Formato: CD "Gold" (Normal 12 cm Compact Disc).

Note:
- L'ordine della tracklist delle prime stampe in musicassetta è differente rispetto alla versione LP e alle successive stampe in CD. Il primo brano è Chissà dove sei, e l'ultimo è Niente da capire.
- Tra il 2000 e 2002 la BMG Ricordi S.p.A. ha immesso sul mercato quattro album di Francesco De Gregori estrapolati dal catalogo RCA Italiana. Questi album facevano parte della serie “100 Album d'Oro”, e riportavano un bollino rotondo blu con scritta in oro sulla busta in cellophane.
- Gli album sono in formato “digipack” (in cartoncino) e riportano fedelmente la copertina e il retrocopertina uguali ai vinili. Sul retrocopertina e nell'interno sono riportate fedelmente le stesse note che compaiono sugli album in formato LP.
- I Compact Disc sono stati rimasterizzati digitalmente. Sul retrocopertina è riportata la dicitura “24 Bit Digital Remastering” (il sistema di rimasterizzazione).
- Ricompare la dicitura della label “RCA Italiana” che era riportata solo sui 33 giri. Nelle precedenti ristampe in CD, (in formato “slimcase”) era scomparsa e cambiata con il marchio “RCA Records Label”.
- Il titolo della canzone Cercando un altro Egitto sul retrocopertina è riportato nella versione corretta. Ricordiamo che nella prima emissione dell'album in vinile, compariva l'errore ortografico “un'altro Egitto”.

## Canzoni dell'album incise da altri artisti
- Giorno di pioggia - Incisa da Cesare Basile & Fiori per Zoe.
- Bene - Incisa da Non voglio che Clara & Paolo Bearaldo.

Entrambe pubblicate nel 2007 sull'album tributo Con quali occhi... (Un Omaggio A Francesco De Gregori), allegato alla rivista musicale "Il Mucchio Extra" n. 24 - Inverno 2007.